# Cortàs
Cortàs és una entitat de població del municipi cerdà de Bellver de Cerdanya, situada al vessant occidental de la Vall Tova. Va ser agregat al terme d'Éller al segle xix. El 2005 tenia 18 habitants. L'any 2009 havia arribat a 23 habitants. La festa major se celebra el dia 3 de setembre.

## Geologia
Entre calcàries del Devonià, període geològic del Paleozoic que precedeix al Carbonífer, s'hi troben mineralitzacions de manganès.

## Llocs d'interès
- Església romànica de Sant Policarp de Cortàs